# Russell Mark
Russell Mark, né le 25 février 1964 à Ballarat, est un tireur sportif australien. 

## Carrière
Russell Mark participe aux Jeux olympiques de 1996 à Atlanta où il remporte la médaille d'or en double trap. Lors des Jeux olympiques de 2000 à Sydney, il remporte la médaille d'argent dans la même épreuve du double trap.